# بازيليكا سيدة السلام

بازيليكا سيدة السلام هي كنيسة رومانية كاثوليكية تقع في مدينة ياموسوكرو، ساحل العاج.